# José Adriano Pequito Rebelo
José Adriano Pequito Rebelo (Gavião, 21 de maio de 1892 — Lisboa, 22 de janeiro de 1983), mais conhecido por Pequito Rebelo, foi um publicista e político português de inspiração monárquica que esteve ligado à fundação do Integralismo Lusitano e aos movimentos sociais e políticos que se desenvolveram na fase final de Primeira República Portuguesa.
Em 1917, quando Sidónio Pais subiu ao poder, os integralistas colaboraram ativamente com seu governo, e como recordou Hipólito Raposo, foi o integralista lusitano Pequito Rebelo convidado a assumir o cargo de Comissário Geral da Agricultura, mas se recusou a aceitá-lo, posto que era monárquico e, como tal, julgava não poder aceitar cargos de confiança na República, ainda que esta fosse presidida por um “homem de tal categoria intelectual e moral”. Prontificou-se Rebelo, porém, a fornecer todos os elementos de estudo de que dispunha, para que se tentasse solucionar a grave crise económica “por meio de uma diligente e criteriosa organização agrária”. Tal estudo foi entregue, mas provavelmente se perdeu “na confusão dos trágicos acontecimentos que se seguiram nos fastos da política portuguesa”.

## Biografia
Começou os estudos no Colégio Jesuita de Campolide, formou-se em Direito pela Universidade de Coimbra.
Combateu na Flandres, como oficial de artilharia do Corpo Expedicionário Português organizado para participar na Primeira Guerra Mundial.
Monárquico, fundador do Integralismo Lusitano, também colaborou na revista Homens Livres  (1923).
Participou na Revolta de Monsanto de 1919, tendo ficado gravemente ferido.
Combateu, do lado nacionalista, na Guerra Civil de Espanha.
Possuidor de enormes propriedades agrícolas, não se limitou a viver do rendimento das mesmas, tendo sido grande inovador.
A 19 de junho de 1940, foi agraciado com o grau de Cavaleiro da Ordem Militar da Torre e Espada, do Valor, Lealdade e Mérito.

## Obras publicadas
Entre outras, publicou as seguintes obras:
- Pela Deducção à Monarquia, 1922;
- Meditações de Fátima, 1942;
- O Aspecto Espiritual da Aliança Inglesa - Ensaios de Crítica Histórica, 1945;
- As Eleições de Portalegre, 1949;
- Em Louvor e Defesa da Terra, 1949;
- O Meu Testemunho, 1949;
- Um Documento Revelador, 1974;
- Boas e Más Reformas Agrárias, 6 vols., 1975;
- A Invasão Soviética do Alentejo, 1979.